# Condécourt
Pour les articles homonymes, voir Condé.
Cet article possède un paronyme, voir Gondecourt.
Condécourt est une commune française située dans le département du Val-d'Oise, en région Île-de-France.

## Géographie

### Localisation
La commune de Condécourt, limitrophe des Yvelines, se trouve dans le périmètre du parc naturel régional du Vexin Français, à 6 km environ au nord-est de Meulan. Essentiellement rurale, son espace urbain représente 5 % de son territoire qui est irrigué par l'Aubette de Meulan, petite rivière affluent de rive droite de la Seine.

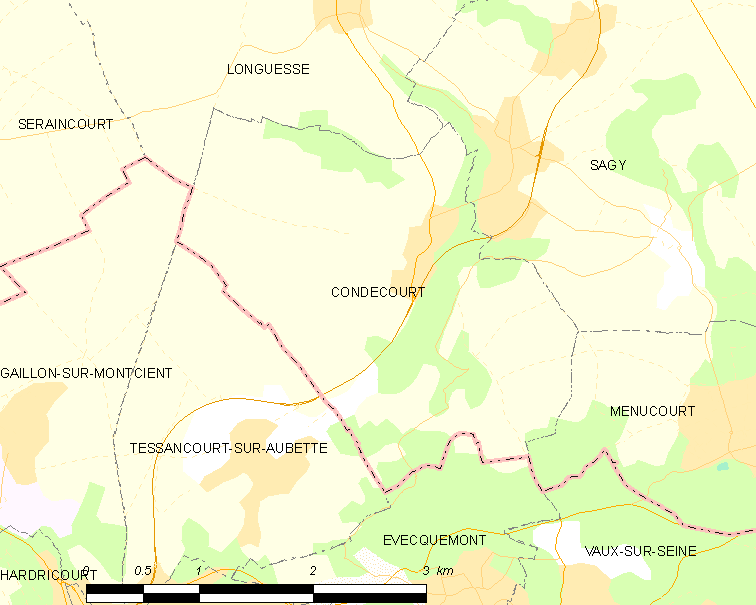
Carte de la commune.
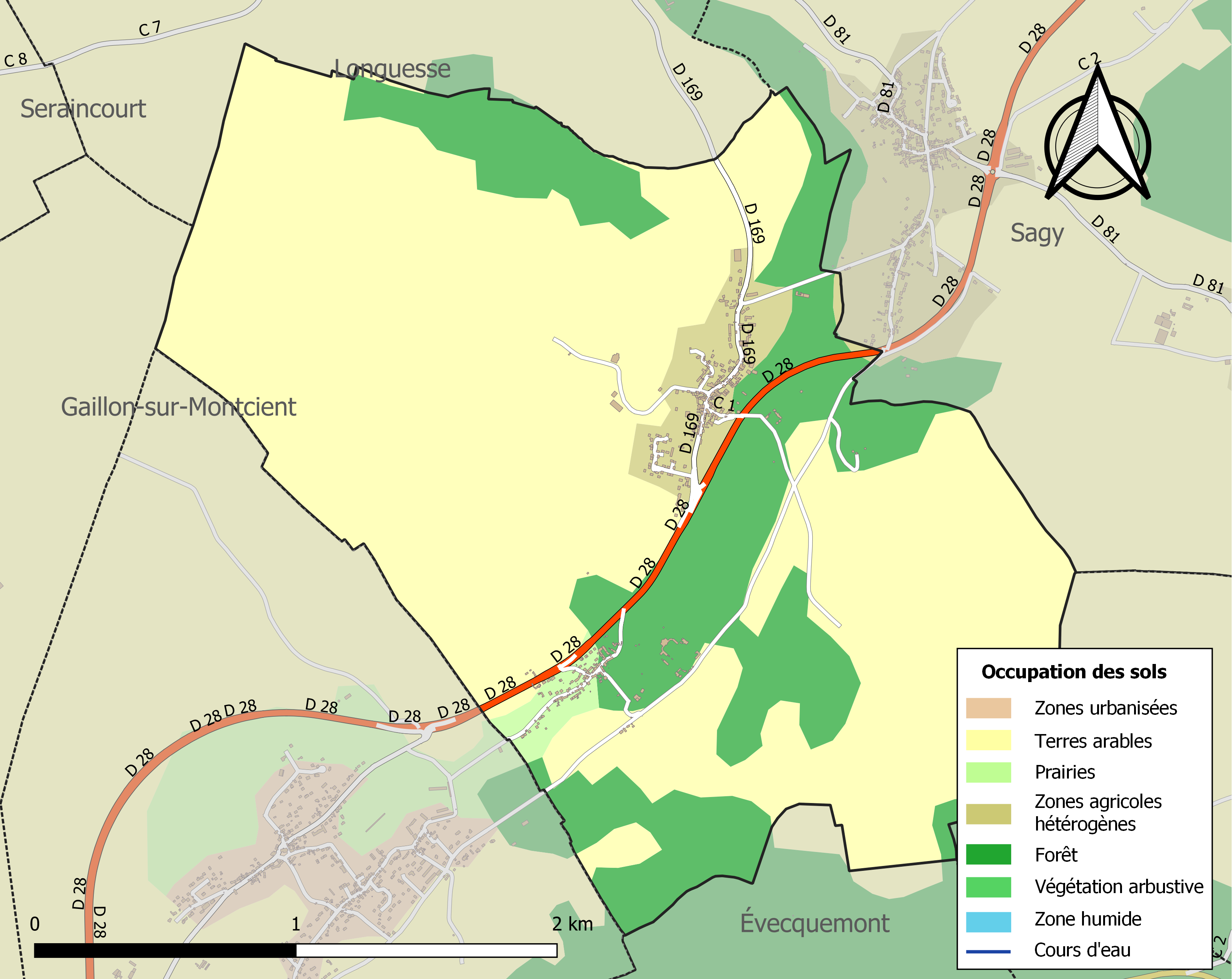
Occupation des sols.

### Communes limitrophes
Les communes limitrophes sont Gaillon-sur-Montcient à l'ouest, Tessancourt-sur-Aubette au sud-ouest, Évecquemont au sud, Menucourt au sud-est, Sagy au nord-est et Longuesse au nord.
|                         | Longuesse   | Sagy      |
| Gaillon-sur-Montcient   | Condécourt  |           |
| Tessancourt-sur-Aubette | Évecquemont | Menucourt |

### Voies de communication et transports
La commune est desservie par la route départementale D 28 dont le tracé suit la vallée de l'Aubette. Cette route à deux voies supporte un trafic de transit, notamment de poids-lourds, très important entre les pôles de Cergy-Pontoise et Mantes-la-Jolie. Un projet de voie rapide autoroutière devant s'y substituer existe depuis de nombreuses années mais est très contesté.
Le sentier de grande randonnée GR1 traverse la commune. Il se prolonge vers Sagy au nord et Tessancourt-sur-Aubette au sud.

### Climat
Pour des articles plus généraux, voir Climat de l'Île-de-France et Climat du Val-d'Oise.
En 2010, le climat de la commune est de type climat océanique dégradé des plaines du Centre et du Nord, selon une étude du CNRS s'appuyant sur une série de données couvrant la période 1971-2000. En 2020, Météo-France publie une typologie des climats de la France métropolitaine dans laquelle la commune est exposée à un climat océanique et est dans la région climatique Sud-ouest du bassin Parisien, caractérisée par une faible pluviométrie, notamment au printemps (120 à 150 mm) et un hiver froid (3,5 °C).
Pour la période 1971-2000, la température annuelle moyenne est de 11,2 °C, avec une amplitude thermique annuelle de 14,6 °C. Le cumul annuel moyen de précipitations est de 664 mm, avec 11,5 jours de précipitations en janvier et 7,7 jours en juillet. Pour la période 1991-2020, la température moyenne annuelle observée sur la station météorologique la plus proche, située sur la commune de Boissy-l'Aillerie à 7 km à vol d'oiseau, est de 11,2 °C et le cumul annuel moyen de précipitations est de 635,8 mm,. Pour l'avenir, les paramètres climatiques de la commune estimés pour 2050 selon différents scénarios d'émission de gaz à effet de serre sont consultables sur un site dédié publié par Météo-France en novembre 2022.

## Urbanisme
L'habitat est groupé dans le bourg implanté le long de celle-ci, ainsi que dans le hameau de Villette situé plus au sud, à mi-chemin entre Condécourt et Tessancourt-sur-Aubette.

### Typologie
Au 1er janvier 2024, Condécourt est catégorisée commune rurale à habitat dispersé, selon la nouvelle grille communale de densité à sept niveaux définie par l'Insee en 2022.
Elle est située hors unité urbaine. Par ailleurs la commune fait partie de l'aire d'attraction de Paris, dont elle est une commune de la couronne,. Cette aire regroupe 1 929 communes,.

## Histoire
La localité est habitée depuis l'antiquité gauloise et fut la patrie du général de Grouchy.

## Politique et administration

### Rattachements administratifs et électoraux
Rattachements administratifs
Antérieurement à la loi du 10 juillet 1964, la commune faisait partie du département de Seine-et-Oise. La réorganisation de la région parisienne en 1964 fit que la commune appartient désormais au département du Val-d'Oise et à son arrondissement de Pontoise après un transfert administratif effectif au 1er janvier 1968.
Elle faisait partie de 1801 à 1967 du canton de Marines de Seine-et-Oise. Lors de la mise en place du Val-d'Oise, la ville intègre le canton de Vigny. Dans le cadre du redécoupage cantonal de 2014 en France, cette circonscription administrative territoriale a disparu, et le canton n'est plus qu'une circonscription électorale.
Rattachements électoraux
Pour les élections départementales, la commune est membre depuis 2014 du canton de Pontoise.
Pour l'élection des députés, elle fait partie de la dixième circonscription du Val-d'Oise.

### Intercommunalité
La commune, initialement membre de la communauté de communes des Trois Vallées du Vexin, est membre, depuis le 1er janvier 2013, de la communauté de communes Vexin centre.
En effet, cette dernière a été constituée le 1er janvier 2013 par la fusion de la communauté de communes des Trois Vallées du Vexin (12 communes), de la communauté de communes Val de Viosne (14 communes) et  de la communauté de communes du Plateau du Vexin (8 communes), conformément aux prévisions du schéma départemental de coopération intercommunale du Val-d'Oise approuvé le 11 novembre 2011.

### Liste des maires
| Période                                  | Période   | Identité     | Étiquette | Qualité                         |
| ---------------------------------------- | --------- | ------------ | --------- | ------------------------------- |
| Les données manquantes sont à compléter. |           |              |           |                                 |
| mars 2001                                | mars 2008 | Paul Behot   | DVD       |                                 |
| mars 2008                                | En cours  | Michel Finet |           | Réélu pour le mandat 2020-2026, |

## Démographie
L'évolution du nombre d'habitants est connue à travers les recensements de la population effectués dans la commune depuis 1793. Pour les communes de moins de 10 000 habitants, une enquête de recensement portant sur toute la population est réalisée tous les cinq ans, les populations de référence des années intermédiaires étant quant à elles estimées par interpolation ou extrapolation. Pour la commune, le premier recensement exhaustif entrant dans le cadre du nouveau dispositif a été réalisé en 2007.

En 2022, la commune comptait 557 habitants, en évolution de −1,59 % par rapport à 2016 (Val-d'Oise : +4 %, France hors Mayotte : +2,11 %).
| 1793 | 1800 | 1806 | 1821 | 1831 | 1836 | 1841 | 1846 | 1851 |
| ---- | ---- | ---- | ---- | ---- | ---- | ---- | ---- | ---- |
| 416  | 364  | 383  | 350  | 380  | 337  | 347  | 356  | 329  |

| 1856 | 1861 | 1866 | 1872 | 1876 | 1881 | 1886 | 1891 | 1896 |
| ---- | ---- | ---- | ---- | ---- | ---- | ---- | ---- | ---- |
| 344  | 326  | 335  | 300  | 277  | 271  | 263  | 298  | 294  |

| 1901 | 1906 | 1911 | 1921 | 1926 | 1931 | 1936 | 1946 | 1954 |
| ---- | ---- | ---- | ---- | ---- | ---- | ---- | ---- | ---- |
| 286  | 265  | 249  | 240  | 258  | 243  | 218  | 215  | 261  |

| 1962 | 1968 | 1975 | 1982 | 1990 | 1999 | 2006 | 2007 | 2012 |
| ---- | ---- | ---- | ---- | ---- | ---- | ---- | ---- | ---- |
| 275  | 341  | 378  | 511  | 532  | 486  | 531  | 537  | 568  |

| 2017 | 2022 | - | - | - | - | - | - | - |
| ---- | ---- | - | - | - | - | - | - | - |
| 556  | 557  | - | - | - | - | - | - | - |

## Culture locale et patrimoine

### Lieux et monuments

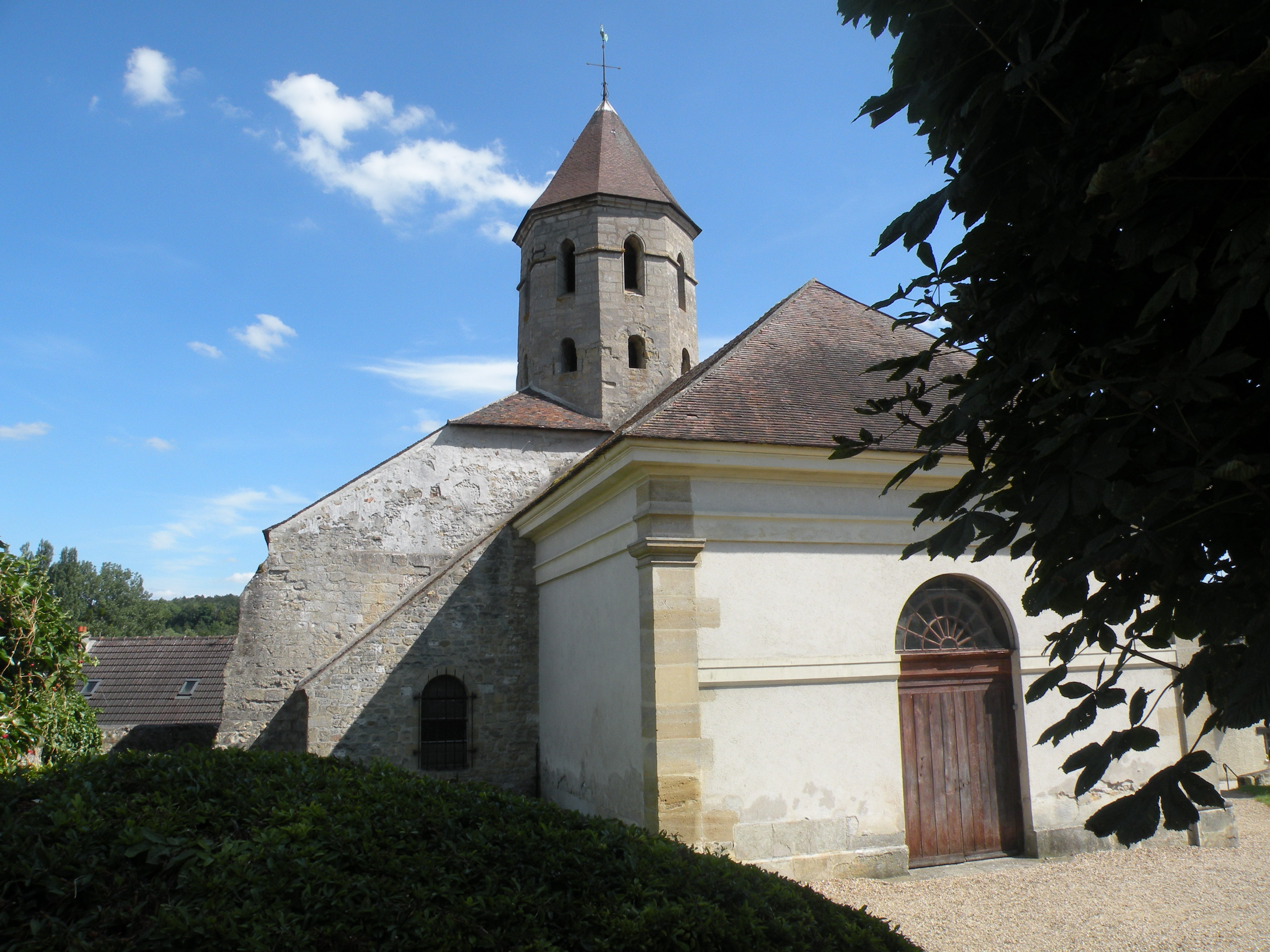
Église, façade occidentale.

La commune compte deux monuments historiques sur son territoire :
- église Saint-Pierre-ès-Liens, inscrite depuis le 6 juillet 1925[23]

Elle remonte, dans ses parties les plus anciennes, à la fin du XIe siècle : il s'agit de la base du clocher avec ses arcades en plein cintre retombant sur des impostes décorées de dents-de-scie, et sa voûte d'arêtes. Cette travée n'est pas visible depuis l'extérieur, car englobée dans des constructions plus récentes. Le premier étage du clocher octogonal est lui aussi d'un style roman archaïque, et ne devrait pas être antérieur au tout début du XIIe siècle. Le second étage, plus simple, a été ajouté à la période gothique. Globalement, l'église Saint-Pierre-ès-Liens est d'une architecture assez simple, avec un seul niveau d'élévation, et se caractérise par la juxtaposition de quatre espaces carrés issus de quatre campagnes de construction distinctes, à savoir la nef rustique du XVIIIe siècle ; la base du clocher déjà signalée ; le chœur gothique du second quart du XIIIe siècle ; et la travée droite de la chapelle de la Vierge, au nord du clocher. Cette chapelle se termine par une abside en hémicycle, dont la corniche, les contreforts et les fenêtres évoquent le tout début de la période gothique, tandis que les chapiteaux et les clés de voûte correspondent plutôt au début du XIIIe siècle, ce qui pourrait indiquer une interruption du chantier. La voûte à trois branches d'ogives constitue une autre particularité.
Ce sont la chapelle et le clocher qui font l'intérêt architectural de l'église, qui se singularise en outre par son plan ;
- château de Villette, au hameau du même nom, classé en 1942[25]

Rénové à la fin des années 2010,, il possède un parc répertorié à l'Inventaire général du patrimoine culturel par le biais du pré-inventaire des jardins remarquables.
On peut également signaler :
- lavoir couvert, boulevard du Nord : son bassin est à ciel ouvert, alors que l'emplacement dédié aux lavandières d'un côté du bassin dispose d'un abri, avec des murs sur trois côtés et un toit en appentis ;
- lavoir du hameau de Villette : ancien lavoir couvert, assez vaste, alimenté par une source sous un petit arc dans un mur latéral. Le toit et sa charpente manquent aujourd'hui.

### Personnalités liées à la commune
Ont demeuré au château de Villette :
- Georges Cabanis (1757-1808), médecin, physiologiste et philosophe et son épouse Charlotte-Félicité de Grouchy, également sœur d'Emmanuel de Grouchy.
- Aimée de Coigny (1769-1820), muse d'André Chénier.
- Nicolas de Condorcet (1743-1794), mathématicien et homme politique et son épouse Sophie Marie Louise de Grouchy, sœur d'Emmanuel de Grouchy.
- Emmanuel de Grouchy (1766-1847), général français de la Révolution et de l’Empire.

### Condécourt au cinéma et à la télévision
Le repas et la soirée du mariage du film Pièce montée de Denys Granier-Deferre, tourné en 2009, se déroulent au château de Villette.
Le château de Villette également a servi pour l'adaptation film Da Vinci Code, comme plusieurs autres films.